# Зустріч на Ельбі

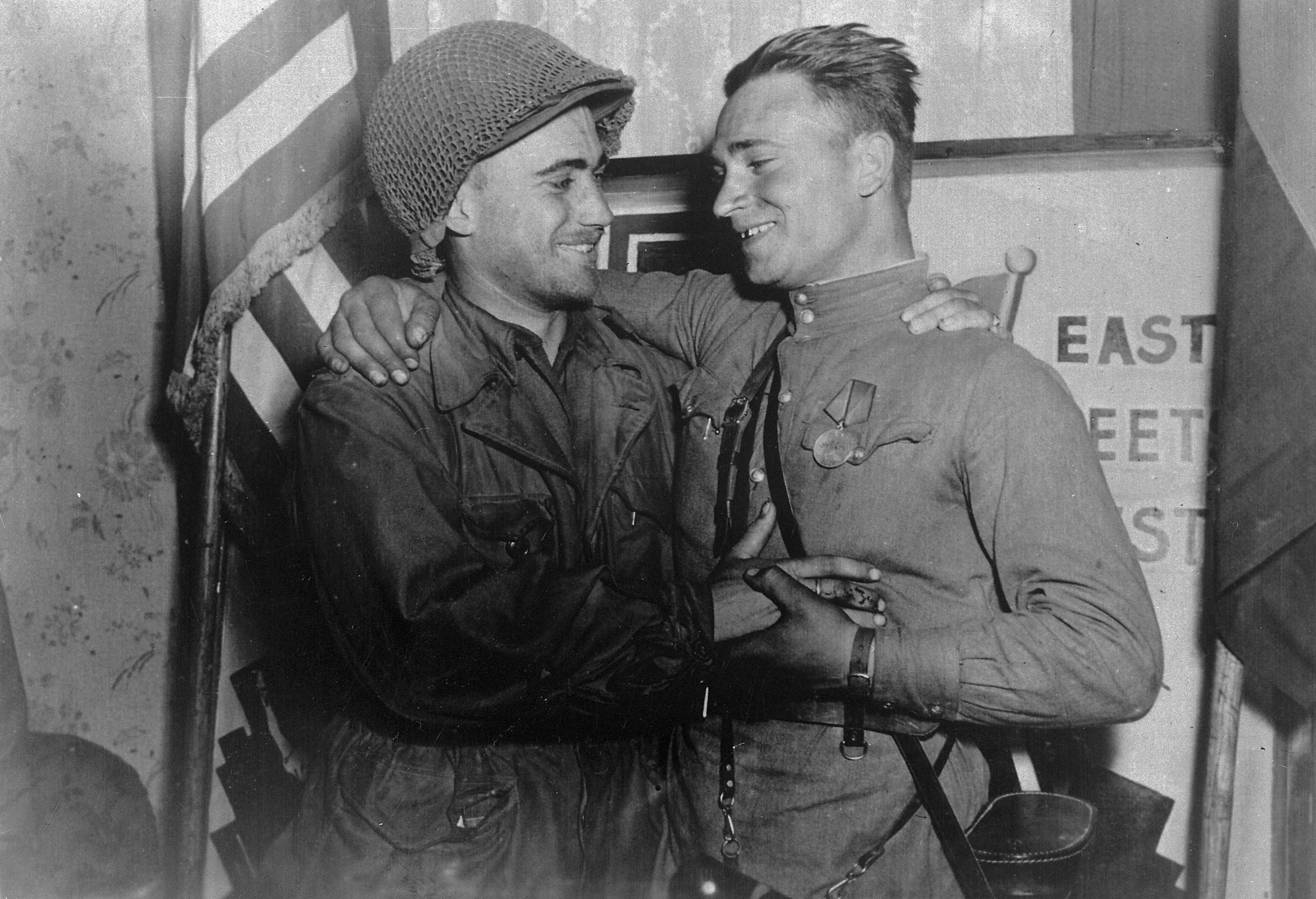
Щасливі 2-й лейтенант Вільям Робертсон (США) та лейтенант Олександр Сільвашко (СРСР) на фоні пропагандистського плаката «Схід і Захід зустрічаються», що підкреслює значимість подій на Ельбі

Зустріч на Ельбі — зустріч радянських, британських та американських солдатів на річці Ельба, поблизу міста Торгау в Німеччині під час Другої світової війни. Ця подія відбулася 25 квітня 1945 року, коли передові патрульні загони американської 1-ї армії зустрілися з авангардом 58-ї гвардійської дивізії 1-го Українського фронту. Фактично ця подія стала зімкненням двох європейських фронтів — Східного та Західного, що мало надзвичайно важливе стратегічне, тактичне та політичне значення.
З радянської сторони учасником зустрічі був українець Олександр Сільвашко, уродженець села Кавунівка Шполянського району Черкаської області.